# Palcoda
Pàlcoda è una località del comune di Tramonti di Sotto in provincia di Pordenone (628 m s.l.m.). Si tratta di un suggestivo paese abbandonato delle prealpi Carniche, situato nell'alta valle del torrente Chiarzò, ed è raggiungibile solamente attraverso dei sentieri che partono da Tramonti di Sotto e da Campone.

## Storia
Frequentata già nel Quattrocento da pastori di passaggio, fu abitata stabilmente solo a partire dal XVII secolo, grazie soprattutto all'operato delle famiglie Moruzzi e Masutti; quest'ultima si distinse sempre come la più influente e ricca del centro. Nel XVIII secolo Pàlcoda divenne un vero e proprio borgo: alle tradizionali attività primarie (agricoltura e allevamento, soprattutto delle capre), si affiancarono anche altre forme di economia quale il commercio dei cappelli di paglia, venduti perfino nei mercati del Nord Europa; vi si trovavano inoltre due fornaci, di cui una particolarmente potente, e un mulino. Nel 1780 Giacomo Masutti eresse pure una chiesa, intitolata al suo santo patrono, che conservava diversi oggetti d'arte quali tre statue di santi, oggi poste nella pieve di Tramonti di Sotto.
Il numero degli abitanti (detti, secondo il dialetto locale, Palcodans) oscillava attorno alle cento unità, con punte massime di centocinquanta.
Nel 1914 Pàlcoda contava ancora 126 residenti, ma la crisi che seguì alla grande guerra toccò particolarmente la montagna friulana, accentuando il fenomeno dell'emigrazione. Il paese risultò del tutto abbandonato quando, nel 1923, partirono gli ultimi dei Masutti.
Durante la seconda guerra mondiale divenne rifugio di partigiani, che ne sfruttarono la difficile accessibilità. La frazione di Palcoda è il luogo in cui furono uccisi ad opera del battaglione “Valanga” della X Mas, all'alba del 9 dicembre 1944, il comandante partigiano Giannino Bosi “Battisti”, la partigiana Jole De Cillia “Paola”, il partigiano Eugenio Candon “Sergio” e in cui furono catturati dieci partigiani fucilati il giorno successivo dai militi fascisti presso il muro esterno del cimitero di Tramonti di Sotto.
Il 14 maggio 2011 è stata inaugurata la chiesa, completamente restaurata tra il 2010 ed il 2011 ad opera di Antonio Masutti.